# ألعاب فيسبيك 1977
كانت ألعاب فيسبيك 1975، والمعروفة رسمياً باسم دورة ألعاب فيسبيك الثانية، حدثاً رياضياً بارالمبياً متعدد الرياضات في منطقة آسيا والمحيط الهادئ أقيم في باراماتا بأستراليا.
افتتح صاحب السمو مالكوم فرايزر، رئيس وزراء أستراليا الألعاب في 20 نوفمبر 1977، والتي اختُتمت في 26 نوفمبر 1977، بحضور صاحب السمو نيفيل وران، رئيس وزراء نيو ساوث ويلز.

## المشاركون
شاركت خمسة عشر دولة - أستراليا ونيوزيلندا وإندونيسيا وهونغ كونغ واليابان وبورما والهند وفيجي وسنغافورة ونيبال وبابوا غينيا الجديدة وتونغا والفلبين وكوريا وماليزيا.
وشارك 310 رياضياً، منهم 42 كفيفاً أو ضعيف البصر، و82 مبتوري الأطراف و185 يستخدمون الكراسي المتحركة.

## التنظيم
منحت اللجنة التنفيذية للاتحاد الأسترالي لرياضة الكراسي المتحركة مدينة سيدني الحق في استضافة دورة الألعاب الثانية للاتحاد الأسترالي لرياضة الكراسي المتحركة خلال اجتماعها الذي عقد خلال دورة الألعاب البارالمبية في تورنتو في 1976. ولم يكن أمام اللجنة المنظمة سوى عام واحد لتنظيم ثاني حدث رياضي دولي لذوي الإعاقة في أستراليا. وكان الحدث الأول هو دورة ألعاب الكومنولث للشلل النصفي في 1962 التي أقيمت في برث، غرب أستراليا. وكان د. جون جرانت، رئيس الاتحاد الأسترالي لرياضة الكراسي المتحركة، رئيس اللجنة المنظمة. وفرت الحكومة الأسترالية وحكومة نيو ساوث ومدينة باراماتا ومدينة هولرويد ومقاطعة بولكهام هيلز ومجلس ميريلاندز والصليب الأحمر والعديد من المنظمات الرياضية التمويل للألعاب.

## المرافق
كانت قرية الألعاب هي مدرسة ويليام طومسون الماسونية في بولكهام هيلز والتي أغلقت في 1972. وجرى العمل على قدم وساق لجعل المدرسة القديمة صالحة لسكن الرياضيين ومرافقيهم.

## الرياضات
أقيمت ثلاث عشرة رياضة خلال الألعاب؛ الرماية، وألعاب القوى، والرماية بالسهام، وكرة المضرب، وكرة البولينج، وكرة البولينج المستديرة، ورفع الأثقال، والرماية، والتعرج، والسنوكر، والسباحة، وكرة الطاولة، وكرة السلة على الكراسي المتحركة، والمبارزة على الكراسي المتحركة.